# Chiesa di Santa Maria Lauretana (Verzasca)
La chiesa di Santa Maria Lauretana è un edificio religioso in tardo stile neoclassico che si trova a Verzasca, nella frazione di Sonogno.

## Storia
La prima menzione della chiesa, totalmente differente da quella attuale, risale al 1519. Nel 1854, tuttavia, la chiesa venne ricostruita partendo da un progetto firmato da Antonio Ghezzi. Unica traccia antecedente a quell'epoca è il campanile, costruito nel 1782. Nel 1943 gli interni della chiesa furono rimaneggiati.